# Football Club Molenbeek Brussels Strombeek
Il Football Club Molenbeek Brussels Strombeek, meglio noto come FC Brussels e avente RWDM Brussels Football Club come ultima denominazione, fu una società calcistica belga con sede nel comune di Molenbeek-Saint-Jean, nell'area metropolitana di Bruxelles. Fondato nel 1932 come FC Strombeek, il club è stato sciolto nel 2014. Nella sua storia ha partecipato per quattro stagioni alla massima divisione del campionato belga.

## Storia

Logo della società tra il 2003 e il 2013.

Il club venne fondato il 30 novembre 1932 come Football Club Strombeek, affiliandosi alla federazione calcistica belga il 23 marzo 1933, ricevendo la matricola numero 1936. Il club, che ottenne il suffisso Koninklijke nel 1957, concesso ai club con almeno 25 anni di storia, partecipò alle serie provinciali del Brabante per quasi cinquant'anni. Nel 1984 ottenne per la prima volta la promozione nella Division 4, quarto livello del campionato belga. Nel 1995 arrivò la promozione in terza serie, mentre nel 2000 il club raggiunse la seconda serie nazionale.
Dopo aver collezionato un decimo e due noni posti in campionato, nel 2003 arrivò il cambio di denominazione in Football Club Molenbeek Brussels Strombeek, facendo seguito all'arrivo di Johan Vermeersch alla presidenza del club. Vermeersch era stato anche presidente del RWD Molenbeek, che era stato sciolto nel 2002 e già in occasione della stagione 2002-2003 il club aveva spostato il proprio campo da gioco allo stadio Edmond Machtens, nel quale giocava fino alla stagione precedente proprio il RWD Molenbeek.
Il rinnovato club vinse il campionato di Division 2 nella stagione 2003-2004 sotto la guida di Harm van Veldhoven, venendo così promosso per la prima volta nella massima serie del campionato belga. La prima stagione in Division 1 vide l'FC Brussels mantenere la categoria non senza difficoltà: la squadra, guidata da Emilio Ferrera, fu autrice di una cattiva partenza, tanto che Ferrera venne sostituito da Robert Waseige, già selezionatore della nazionale del Belgio. Waseige portò la squadra alla salvezza, ma rassegnò le dimissioni a campionato concluso. Pertanto, il presidente Vermeersch assunse il francese Albert Cartier. Nella stagione 2005-2006 l'FC Brussels finì al decimo posto, mentre nella stagione 2006-2007 concluse con un tredicesimo posto. Nella stagione 2007-2008, causa problemi economici, la società non riuscì ad allestire una rosa competitiva e chiuse all'ultimo posto con la conseguente retrocessione. Nelle stagioni dal 2008 al 2014 la società militò nella Division 2 con piazzamenti al centro classifica.
Nell'estate 2013 il club cambiò denominazione in RWDM Brussels Football Club. Alla fine della stagione 2013-2014, dopo un dodicesimo posto in campionato, il club non ottenne dalla federazione belga la licenza per la partecipazione al campionato di Division 2 per la stagione successive, venendo così retrocesso in Division 3. Nel mese di giugno 2014 il consiglio di amministrazione si dimise in blocco e il club cessò le attività e venne messo in liquidazione a causa di problemi finanziari.

## Palmarès

### Competizioni nazionali
- Tweede klasse: 1

2003-2004
- Derde klasse: 1

1999-2000 (girone A)

## Statistiche

### Partecipazione ai campionati
| Livello | Categoria  | Partecipazioni | Debutto   | Ultima stagione | Totale |
| ------- | ---------- | -------------- | --------- | --------------- | ------ |
| 1º      | Division 1 | 4              | 2004-2005 | 2007-2008       | 4      |
| 2º      | Division 2 | 10             | 2000-2001 | 2013-2014       | 10     |
| 3º      | Division 3 | 4              | 1996-1997 | 1999-2000       | 4      |
| 4º      | Division 4 | 11             | 1984-1985 | 1995-1996       | 11     |

## Organico

### Rosa 2013-2014
| N. |                    | Ruolo | Calciatore          |
| -- | ------------------ | ----- | ------------------- |
| 1  | Francia (bandiera) | P     | Martin Sourzac      |
| 2  | Francia (bandiera) | D     | Jérémy Labor        |
| 3  | Guinea (bandiera)  | C     | Lanfia Camara       |
| 4  | Francia (bandiera) | D     | Kevin Tunani        |
| 5  | Ciad (bandiera)    | C     | Kévin Nicaise       |
| 6  | Belgio (bandiera)  | C     | Jérôme Nollevaux    |
| 7  | Belgio (bandiera)  | C     | Enzo Bellia         |
| 8  | Belgio (bandiera)  | C     | Sakir Serttas       |
| 9  | Belgio (bandiera)  | A     | Hamid Bouyfoulkitne |
| 10 | Belgio (bandiera)  | C     | Abdelmajid Doudouh  |
| 11 | Belgio (bandiera)  | D     | Geoffrey Cabeke     |
| 12 | Belgio (bandiera)  | A     | Frédéric Gounongbe  |
| 13 | Belgio (bandiera)  | A     | Fabio Tonini        |

| N. |                         | Ruolo | Calciatore              |
| -- | ----------------------- | ----- | ----------------------- |
| 14 | Belgio (bandiera)       | D     | Emre Aydemir            |
| 15 | Francia (bandiera)      | A     | Mikael Seoudi           |
| 16 | Burkina Faso (bandiera) | D     | Mahamoudou Kéré         |
| 17 | Belgio (bandiera)       | A     | Eloy Menendez           |
| 18 | Burundi (bandiera)      | D     | David Habarugira        |
| 20 | Belgio (bandiera)       | P     | Sebastién Van den Eynde |
| 21 | Belgio (bandiera)       | C     | Ahmed Cherkaoui         |
| 22 | Belgio (bandiera)       | D     | Hakan Bilgiç            |
| 24 | Francia (bandiera)      | D     | Yakhouba N'Diaye        |
| 25 | Belgio (bandiera)       | C     | Jean Mathieu            |
| 26 | Belgio (bandiera)       | C     | Sami Lkoutbi            |
| 27 | Belgio (bandiera)       | P     | Benny Rogiest           |
| 28 | Francia (bandiera)      | D     | Marko Zec               |